# أمير ديلتش
أمير ديلتش هو لاعب كرة مضرب أمريكي من أصل بوسني.

## وصلات خارجية
- أمير ديلتش على موقع رابطة محترفي التنس (الإنجليزية)
- أمير ديلتش على موقع الاتحاد الدولي لكرة المضرب (الإنجليزية)
- أمير ديلتش على موقع كأس ديفيز (الإنجليزية)
- أمير ديلتش على موقع خلاصة التنس.كوم (الإنجليزية)